# Гасанська затока
Гасанська затока — затока, що розташована в Одеській області (Україна) за 600 км на південь від столиці країни Києва.

## Історія
Про появу Гасанської затоки стало відомо на межі XIX і XX століть. У результаті зсуву ґрунту, підтоплення та розмивання навколишньої території сталося поступове утворення цієї затоки.

## Клімат
Клімат континентальний. Середня температура 12°C. Найспекотніший місяць — серпень, 24°C. Найхолоднішим є лютий, -6°C. Середня кількість опадів становить 683 міліметрів на рік. Найвологішим місяцем є січень, 110 міліметрів опадів. Найвологіший — березень, 19 міліметр.